# Phyllanthus chekiangensis
Phyllanthus chekiangensis là một loài thực vật có hoa trong họ Diệp hạ châu. Loài này được Croizat & Metcalf miêu tả khoa học đầu tiên năm 1942.